# La Calera, Teocaltiche
La Calera är en ort i Mexiko.   Den ligger i kommunen Teocaltiche och delstaten Jalisco, i den centrala delen av landet, 400 km nordväst om huvudstaden Mexico City. La Calera ligger 1 807 meter över havet och antalet invånare är 264.
Terrängen runt La Calera är lite kuperad. Runt La Calera är det ganska glesbefolkat, med 42 invånare per kvadratkilometer. Närmaste större samhälle är Teocaltiche, 7,1 km söder om La Calera. Trakten runt La Calera består till största delen av jordbruksmark.